# Metoda nawiasów Liego
Warunek rzędu algebry Liego (LARC, ang. Lie Algebra Rank Condition) – metoda określania, czy nieliniowy układ bezdryfowy (np. robot mobilny) jest układem sterowalnym. Zagadnienie to związane jest z algebrą Liego. Metoda polega na generacji kolejnych pól wektorowych tak długo, aż uzyska się z ich złożenia macierz o pełnym wymiarze (należy pamiętać o tym, żeby baza generatora nie powtarzała się). Jeżeli wyznacznik macierzy jest różny od zera, to układ jest sterowalny.

## Zastosowanie
Aby zastosować tę metodę potrzebny jest bezdryfowy układ sterowania opisany na grupie Liego w postaci:
{\displaystyle x'=fu_{1}+gu_{2},}
gdzie:
{\displaystyle f,}{\displaystyle g} – bazowe generatory pól wektorowych,
{\displaystyle u_{i}} – sygnały sterujące,
{\displaystyle x'} – pochodna po czasie (współrzędnych wewnętrznych lub współrzędnych stanu) {\displaystyle q.}
Do wygenerowania pola wektorowego kolejnego rzędu stosowane jest równanie nawiasu Liego:
{\displaystyle [f,g]={\frac {\partial g}{\partial q}}f-{\frac {\partial f}{\partial q}}g.}
Wektory generuje się tak długo, aż uzyska się z ich złożenia dystrybucję (macierz) o pełnym wymiarze (baza generatora nie może się powtarzać). Jeżeli wyznacznik macierzy jest różny od zera, to układ jest sterowalny. Ruch w kierunku {\displaystyle [f,g]} jest stosunkowo mało wydajny, dlatego też przyjmuje się, że brane są nawiasy Liego niższego stopnia tak długo, jak długo kierują robota na cel.
Uwaga!Powyższe rozważanie na temat sterowalności zachodzi tylko dla bezdryfowych układów afinicznych. W ogólności w ten sposób można wnioskować o lokalnej osiągalności w krótkim czasie (STLC, ang. Small-Time Local Controllability).

## Przykład
Dla wektorów:
{\displaystyle f={\begin{bmatrix}\cos \theta &\sin \theta &0\end{bmatrix}}^{T}}
{\displaystyle g={\begin{bmatrix}0&0&1\end{bmatrix}}^{T}}
{\displaystyle q={\begin{bmatrix}x&y&\theta \end{bmatrix}}^{T}}
jednym z nawiasów Liego jest:
{\displaystyle [f,g]={\begin{bmatrix}\sin \theta &-\cos \theta &0\end{bmatrix}}^{T}.}
Po złożeniu uzyskuje się macierz:
{\displaystyle {\begin{bmatrix}\cos \theta &0&\sin \theta \\\sin \theta &0&-\cos \theta \\0&1&0\end{bmatrix}}}
o wyznaczniku równym 1. Układ ten jest układem sterowalnym.